# Béothuks
Pour la langue, voir Béothuk (langue).
Les Béothuks ([be.o.tuk], parfois orthographié Béothucks) étaient les habitants autochtones de l’actuelle région de Terre-Neuve au Canada lors de la colonisation européenne au XVe siècle. Le peuple est officiellement déclaré éteint en tant que groupe ethnique distinct en 1829 avec le décès de Shanawdithit, la dernière survivante répertoriée.

## Ethnonymie
Béothuk était le nom utilisé par ce peuple amérindien en référence à lui-même. Béothuk correspond non seulement à « Amérindien rouge de Terre-Neuve » mais est également l'expression générique du mot « Amérindien » et du mot composé haddabothic, qui signifie corps, Homme ou encore ventre. Comme beaucoup d'autres peuples se désignant par le terme Homme, les Béothuks ont fait de même. L'ethnologue Robert Gordon Latham croyait que Béothuk signifiait « bonne nuit » dans leur langue tribale, s'identifiant par « les Amérindiens Bonne Nuit », puisque le vocabulaire de Demasduit utilisait béothuk pour « bonne nuit ». Les Béothuks utilisaient d'autres formes de salutation comme le mot betheoate, une forme du verbe baetha signifiant « s'en aller chez soi » et ainsi le sens du mot Béothuk devrait être l'expression « je m'en vais chez moi » (être humain).
La forme orthographique et la prononciation du nom varient : Béthuks, Béothuks, Béothuc, Béothucks, Béothiks, Béothicks, Bœothukcs, Bœothicks, Bœthicks, Béhathooks et Béathooks. Les linguistes soutiennent l'usage de Béothuk mais la forme Béothuck est toujours populaire et était proposée par des auteurs comme James P. Howley.
Le nom Béothuk apparaît dans la littérature vers la fin du XVIIIe siècle. Avant cette période, les explorateurs, les pêcheurs et les colonisateurs surnomment le peuple Indiens Rouges ou les Peaux-Rouges (Red Indians en anglais) en raison de l'important usage de l'ocre rouge. L'expression Peaux-Rouges a été employée plus tard en référence aux Amérindiens en généralet a pris une connotation plus négative. D'autres sources indiquent que la dénomination de peaux-rouges vient de l'habitude des Amérindiens de se passer de la teinture de roucou pour lutter contre les moustiques. Cette plante a par ailleurs été longtemps cultivée en Guyane pour ses qualités tinctoriales[réf. nécessaire].

## Territoire
Avant que des hommes occupent en permanence Terre-Neuve, il a fallu que la calotte glaciaire disparaisse et que le dégel du pergélisol permette l'installation de la forêt. La plupart des groupes passaient les mois d'été près du rivage afin de collecter du poisson, des mammifères marins, des oiseaux de mer, etc. À l'intérieur des terres, ils chassaient le caribou et des animaux à fourrure pendant l'automne et l'hiver (Cf. fragments d'arcs, outils de pierre puis de fer). Les Béothuks utilisaient aussi bien évidemment l'éventail des ressources végétales (racines, baies et fruits) de l'île au gré de la saison. L'exploitation des ressources, saisonnière tant pour les végétaux que les animaux marins qui migrent, nécessitait des déplacements sur leur territoire. Les sites de campement le long de la rivière montrent l'importance de cette voie de circulation au moyen de canoës.
Les Béothuks, chasseurs-cueilleurs, ont dû constamment s'adapter à leur environnement pour survivre. La relative rareté des mammifères terrestres à Terre-Neuve, à la différence du Labrador, a dû rendre les Béothucks plus vulnérables à l'évolution de leur environnement. De plus, l'orignal, le porc-épic et de nombreuses autres espèces continentales n'étaient pas présentes sur l'île lors de l'installation des premiers peuplements. Le caribou a donc été une part importante du régime alimentaire des Béothuks, qui chassaient également l'ours, le lièvre arctique, le castor, le renard, la martre et la loutre.

### Le retrait glaciaire
Au dernier maximum glaciaire (env. 20 000 ans), Terre-Neuve est totalement couverte par les glaces venues du Labrador et la banquise s'étend jusqu'au Grands Bancs sur l'ensemble de la plate-forme continentale. Il y a 16 000 ans, le secteur des Grands Bancs, à l'est de l'île, est libéré des glaces. Vers 14 000 ans, le retrait glaciaire libère largement le golfe du Saint-Laurent et quelques petits secteurs côtiers au nord de celui-ci sur Terre-Neuve (baie de Saint-George). Il y a 13 000 ans, la majorité de la bordure côtière est accessible sauf sur la péninsule de Saint-John et dans la portion où l'inlandsis rejoint encore le Labrador et l'archipel. Vers 12 000 ans, toutes les côtes sont libérées des glaces mais un inlandsis recouvre encore la majeure partie des terres intérieures (voir série de cartes du retrait glaciaire,).
Ce sont donc les côtes qui ont pu être visitées saisonnièrement par les Amérindiens pendant quelques milliers d’années à la fin de la période glaciaire. Puis la remontée du niveau marin a modifié le trait de côte et des terres précédemment libérées ont disparu. Le retrait des glaces et le dégel du pergélisol ont été cependant trop lents pour que le territoire puisse offrir toutes les ressources naturelles potentielles même encore lorsque les Béothuks connurent leurs premiers contacts avec les Européens.
La présence de la calotte glaciaire a exercé un influence sur le climat local jusqu'à il y a 7 000 ans. Les données de l'analyse pollinique, entre autres, montrent une migration des biomes durant l'Holocène de l’ordre de 100 à 200 m par année. La reconquête de la végétation forestière dans l'ensemble de la région du Golfe du Saint-Laurent a commencé par l'épicéa, le peuplier, le bouleau et le pin entre 10 000 et 7000 ans. La végétation de toundra persistait alors sur les sommets de l'ouest et du sud-ouest de Terre-Neuve. De petites phases de rafraîchissement ont ponctué ce début de l'Holocène et ont modifié la distribution des essences forestières,,.

### La côte
Les recherches archéologiques ont montré que les Béothuks ou leurs ancêtres Little Passage ont vécu dans toutes les grandes baies de l'île. Des sites de campement et de sépultures ont été trouvés sur la côte sud à Burgeo, dans les baies de Couteau, d'Hermitage, de Plaisance et d'Espoir. Un petit outillage lithique vient de la péninsule d'Avalon (Passage à Ferryland, South Dildo, Bull Arm dans la baie Trinity). D'autres artefacts ont été trouvés sur les plages du cap Fréhel, Gambo Pond et dans la baie de Bonavista (voir cartes territoriales des campements et sites funéraires,).

### L'intérieur

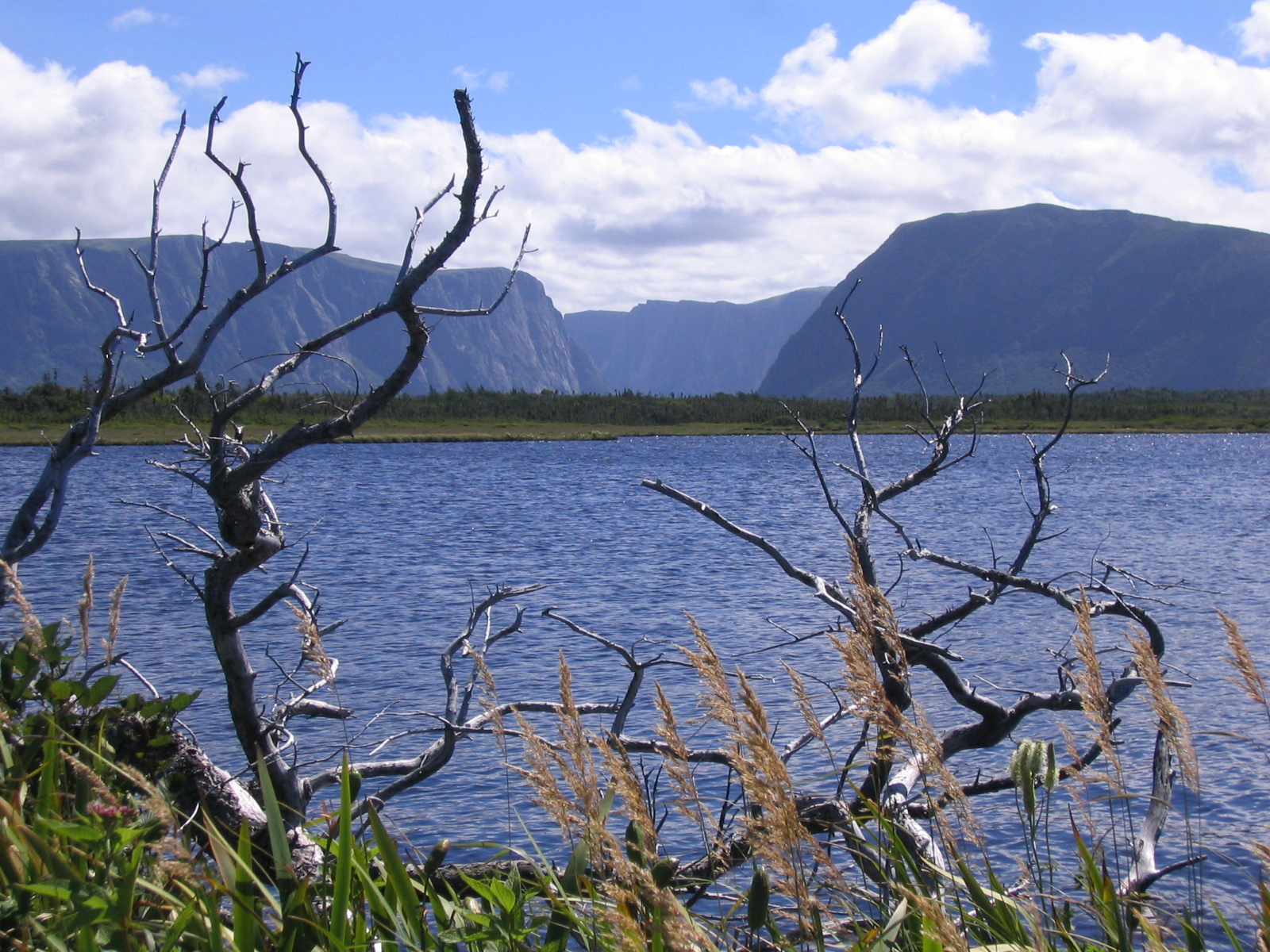
Relief glaciaire (fjords), Western Brook Pond, Parc national Gros-Morne, Terre-Neuve
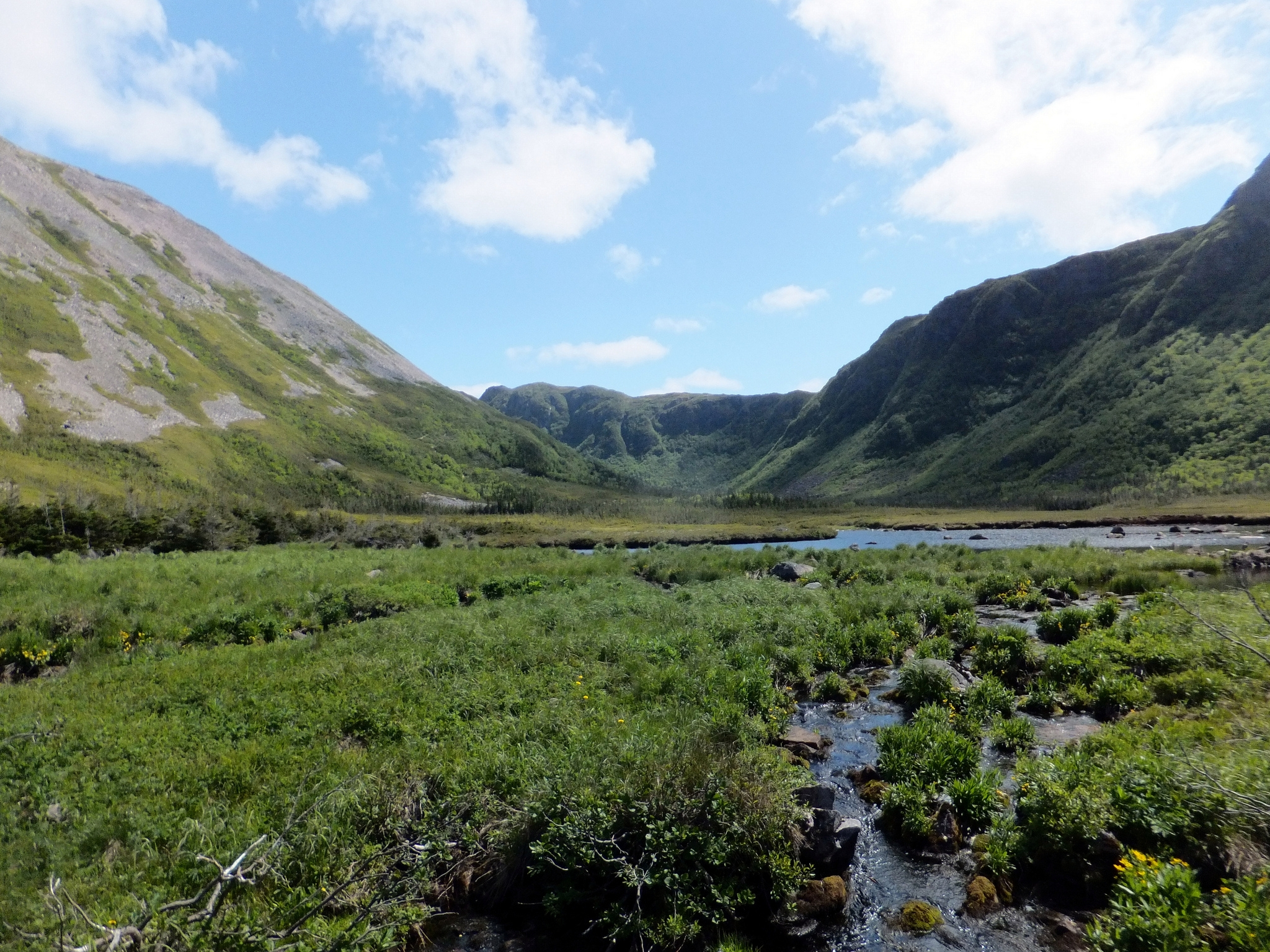
Pelouse d'altitude vers Ferry Gulch et Gros Morne
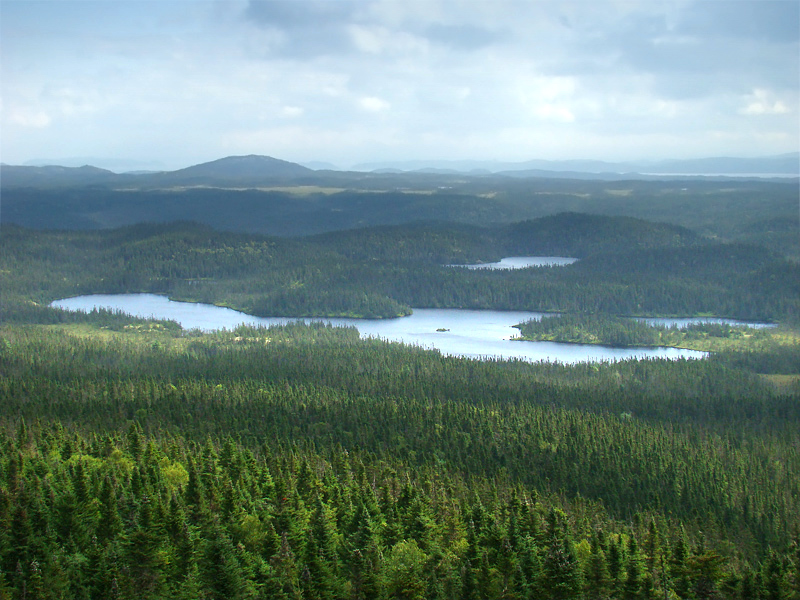
Forêt boréale du Parc National de Terra Nova, Centre de Terre-Neuve (vue depuis Ochre Hill)
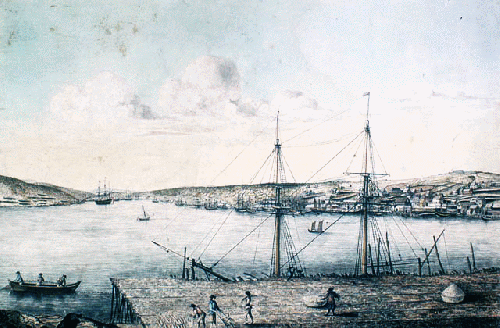
Fort William (St-John's), XVIIIe siècle

## Histoire

### Préhistoire

#### La dernière glaciation
Les premiers Homo sapiens modernes seraient arrivés en Amérique du Nord durant la dernière glaciation, la Glaciation wisconsinienne (80 000-6 000 ans),,. La date de la première arrivée est toujours le sujet de débats. D'une part, la croissance des calottes glaciaires fait baisser le niveau de la mer d'environ 120 mètres, ce qui crée de vastes ponts terrestres, dont celui du détroit de Béring, la Béringie (reliant l'Alaska et Sibérie sur plus de 1 000 km de long) et d'autre part, parce que l'extension de l'inlandsis de l'Alaska était moindre que celle du Canada et qu'un passage était possible entre les deux,. De grands mammifères s'y sont aventurés, suivis par les humains.
Le territoire de Terre-Neuve est totalement couvert par l'inlandsis laurentidien à l'époque où les premiers hommes traversent le détroit de Béring. L'inlandsis s'étend jusqu'au sud des grands lacs américains actuels lors du maximum glaciaire (22 000 - 18 000 ans). Le front glaciaire à la fin du Wisconsinien et au début de l'Holocène amorce son retrait il y a une vingtaine de milliers d'années. Un inlandsis couvre encore Terre-Neuve au Tardiglaciaire vers 12 500 ans. La fonte de la calotte glaciaire de Terre-Neuve s'achève à l'Holocène.

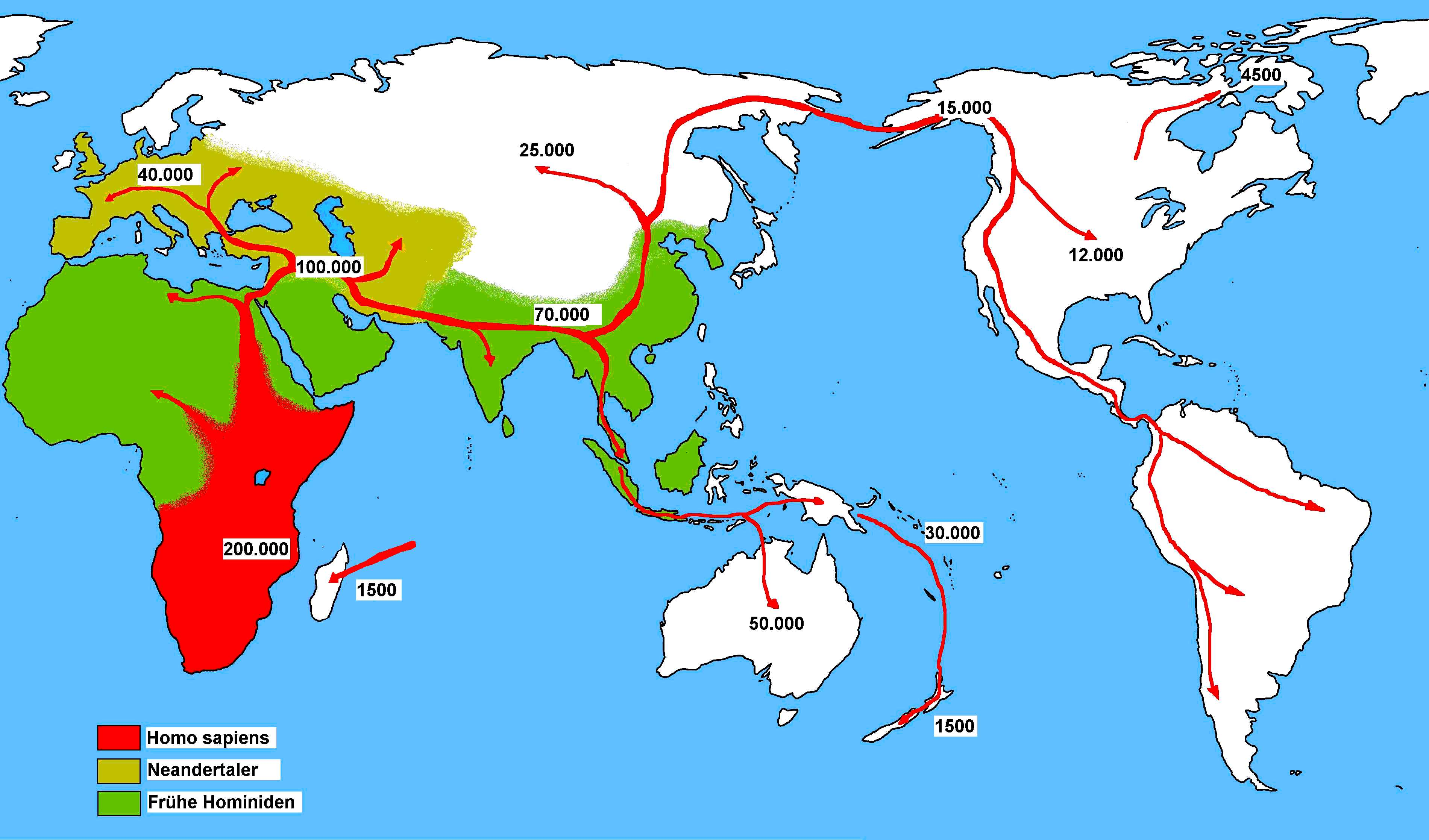
Expansion d'Homo sapiens en Amérique
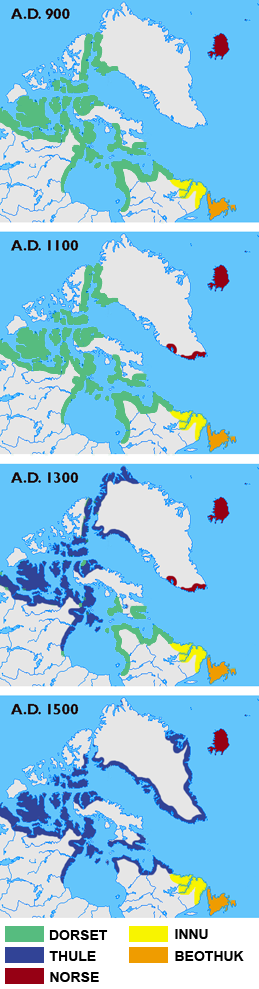
Histoire des cultures arctiques (900-1500)
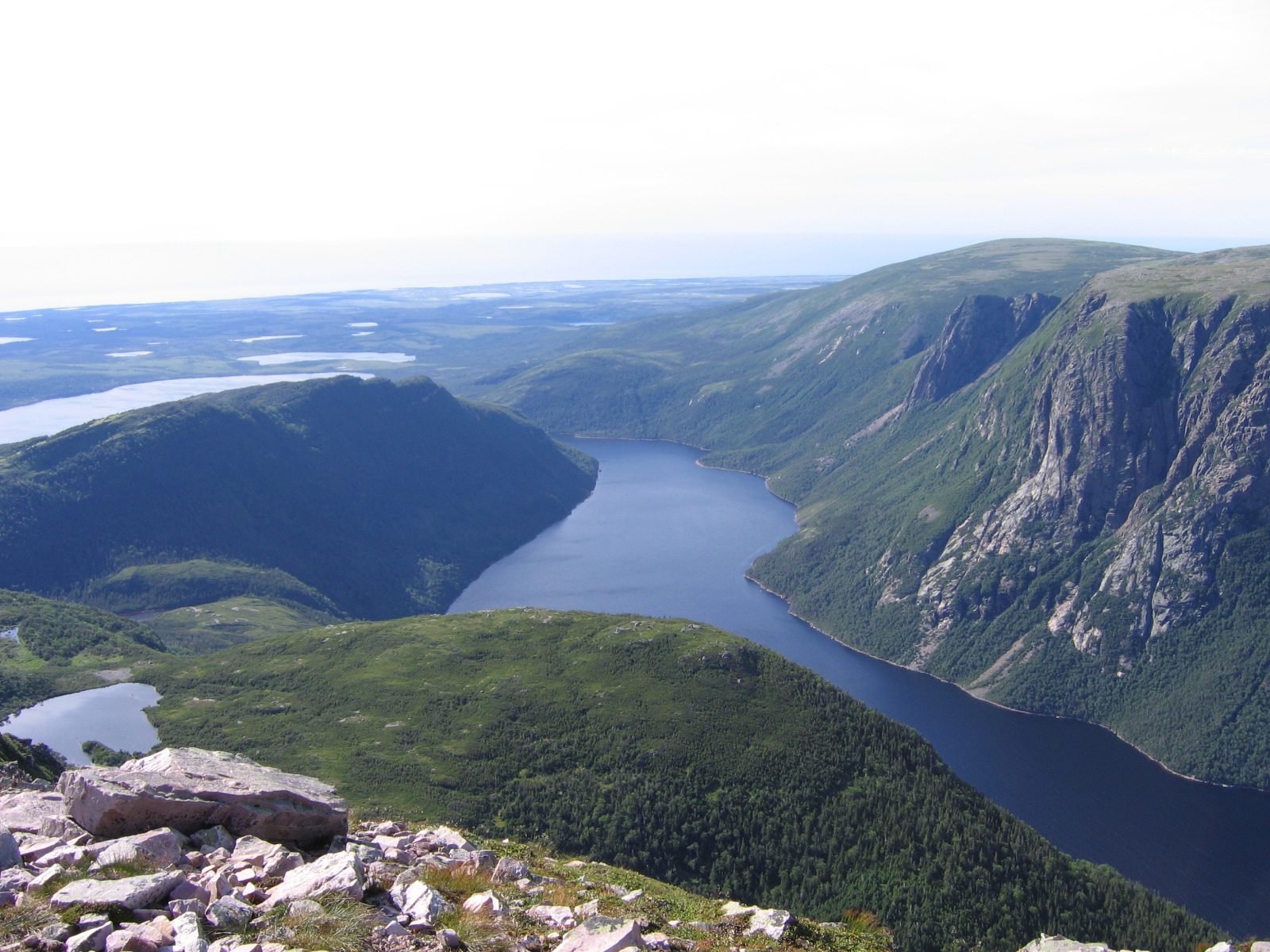
Vaste fjord témoignant de l'importance de l'englacement lors de la glaciation du Wisconsin (qui coïncide environ avec celle du Würm dans les Alpes)
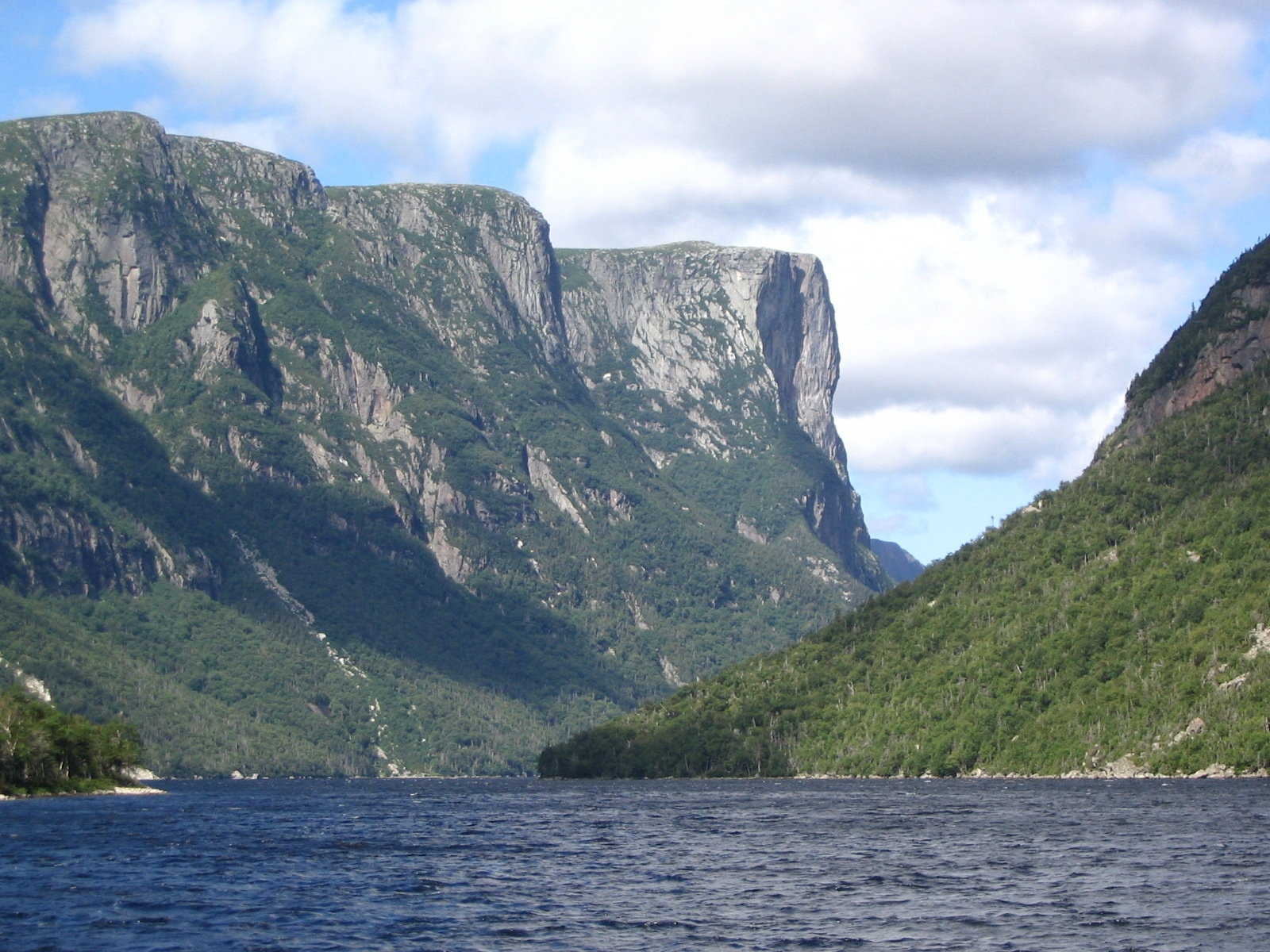
Impressionnant relief glaciaire : étang Western Brook Parc national du Gros-Morne

#### Occupations holocènes
La déglaciation libère progressivement les territoires du nord du Québec, du Labrador et de Terre-Neuve. Entre 12 500 et 8 000 ans AD, le Québec méridional n'enregistre pas de traces d'occupation humaine tandis que la région des Grands lacs correspond à la culture du Paléo-indien (entre 12 000 et 8 000 ans AD). La culture de l'Archaïque puis des groupes de l'Archaïque maritime se répandent dans les provinces maritimes de Nouvelle-Angleterre et au-delà du détroit de Belle Isle.
La colonisation végétale de la toundra gagne les régions côtières dès qu'elles sont libérées des glaces, puis la forêt boréale s'installe. Les chasseurs-cueilleurs investissent rapidement l'espace et s'y adaptent en particulier sur les côtes riches en ressources alimentaires. Au huitième millénaire, les marges orientales du Québec-Labrador sont ainsi peuplées (tandis que l'Arctique ne le sera que vers 4 000 ans AD).
Si des sites sont datés entre 8 000 et 7 000 ans AD sur la partie continentale, aucune date aussi ancienne ne correspond aux premiers signes de présence humaine sur l’île de Terre-Neuve. Il apparaît encore difficile de dire si le peuplement de Terre-Neuve s'est fait par la Nouvelle-Écosse et l'Île-du-Prince-Édouard ou par la Gaspésie et la Moyenne-Côte-Nord. La plupart des sites de l'Archaïque maritime datent de 6 000 à 4 000 ans AD et se répartissent dans la région côtière du Labrador, de Belle-Isle et de l'ouest de Terre-Neuve.
Dans le sud du Labrador, les petits tumulus funéraires de l'Archaïque maritime sont les plus anciens d'Amérique (Cf. L'Anse Amour daté de 7530 ± 140 BP). La centaine de sépultures de Port-au-Choix à Terre-Neuve a livré des éléments d'une remarquable culture (objets décorés et sculptés en pierre, coquillages et bois), indiquant une société prospère et hiérarchisée. La culture des pêcheurs et chasseurs d’animaux marins montre également un usage abondant de l’ocre rouge.
Cette civilisation se serait éteinte il y a 4 000 ans, probablement à la suite de la submersion du plateau continental.
Vers -850, arrivent les paléo-inuits qui occupent l’île durant environ 700 ans. D'origine asiatique (Sibérie), ces Inuits ont émigré il y a plusieurs milliers d'années en traversant le détroit de Béring et se sont établis en Amérique du Nord. Ils sont supplantés par les représentants de la Culture de Dorset et simultanément par ceux de la culture « Recent Indian », ancêtres possibles des Béothuks. Ces deux nations occupent l’île pendant le millénaire suivant.

### Les contacts avec les Européens

#### Les Vikings
Les côtes méridionales furent probablement explorées pour la première fois autour de l'an mil par Leif Erikson, fils d'Érik le Rouge, un Viking originaire d'Islande. Les Vikings d'Érik le Rouge avaient créé des colonies sur la côte ouest du Groenland mais au début du XVe siècle, elles disparurent à la suite, entre autres, du refroidissement climatique (début du Petit âge glaciaire).
Les Vikings du Groenland dirigés par Thorfinn Karlsefni tentent alors de s'implanter à Terre-Neuve qu'ils nomment Vinland, désignation scandinave de Terre-Neuve et de la Nouvelle-Écosse, comme l'attestent les vestiges de l'Anse aux Meadows (inscrits au patrimoine mondial par l'Unesco) qu'ils appellent Straumfjörðr. En 1014 naît Snorri, fils de Thorfinn Karlsefni et Gudrid, sans doute le premier Européen né en Amérique.
Cette colonisation finit par échouer, les sagas scandinaves relatant des dissensions entre les colonisateurs et des conflits avec les autochtones que les Vikings appellent skrælings (Béothuks ? Dorsets ? Mi'kmaqs ?). L'abandon du village a lieu quelques années plus tard. Selon les récits scandinaves, les dernières expéditions vers le Vinland ont lieu au XIIe siècle.

#### Les pêcheurs à la morue et à la baleine
Selon un mémoire de 1710 des archives de Saint-Jean-de-Luz[réf. nécessaire], les Basques auraient découvert Terre-Neuve en 1392, en cherchant la morue.
La possible découverte de Terre-Neuve par des pêcheurs bretons est étayée par une charte de l'abbaye de Beauport à Paimpol, datée de 1514, et qui fait état d'un litige entre les moines et les habitants de l'île de Bréhat à propos de droits, établis 60 ans auparavant (donc vers 1454), de dîme sur la pêche « tant à la coste de Bretaigne, la Terre-Neuffre, Islande qu'ailleurs ».
La pêche à la baleine était également pratiquée par les marins basques. Le légiste bordelais, Cleirac, indique dans son livre Us et coutumes de la mer, que cent ans avant Christophe Colomb, les Basques chassaient déjà la baleine et pratiquaient la pêche à la morue. Cleirac précise que les marins basques découvrirent même le Grand Banc et le petit banc des morues au large de Terre-Neuve et reconnurent les côtes et rivages du golfe du Saint-Laurent.
Les sources récentes indiquent que les premières expéditions régulières de marins basques sur les côtes du Canada datent de 1525 et en 1630, des colons basques commencent à s’installer de manière permanente en Nouvelle-France,,(voir également la Carte basque de Terre Neuve).

#### Les cartes
Au cours du Moyen Âge apparaissent sur les cartes marines, bien avant le voyage de Christophe Colomb, les noms de deux lieux situés en Amérique du Nord, Estotiland localisé selon les cartes sur l'actuel Labrador et Québec, et Drogeo situé plus au sud, ou correspondant à Terre-Neuve, la Nouvelle-Écosse, le Nouveau-Brunswick ou la Nouvelle-Angleterre. Drogeo attire l'attention en raison de son étymologie qui l'apparente à celle de la terminologie mi'kmaq [-geo-] dans (Drogeo) et aux autres terminaisons des lieux mi'kmaqs.
Dans la mythologie irlandaise, des navigateurs et des moines irlandais auraient abordé le continent américain au cours du XIIIe siècle suivant en cela le voyage de Saint Brendan effectué au VIe siècle. Ces voyages deviennent un mythe dans l'exploration de l'Amérique. Jean Cabot et Jacques Cartier chercheront en vain le territoire de Norembergue, lieu supposé des Hommes du Nord européens venus coloniser l'Amérique au cours de la période médiévale.
Par la suite, une expédition revient dans la région en 1497 lorsque Jean Cabot explore la région pour le compte de l’Angleterre et découvre à son tour les Grands Bancs de morue de Terre-Neuve. Des Européens commencent à s'installer en 1505 alors que les Béothuks comptent à cette époque entre 1 000 et 5 000 individus.

#### La colonisation européenne
D'après l'historien et écrivain Bernard Assiniwi, les premières rencontres des Béothuks se font plutôt pacifiquement avec les Basques qui avaient l'habitude de venir pêcher la morue aux larges des côtes. L'arrivée du navigateur génois au service de l'Angleterre, Giovanni Cabotto (John Cabot ou Jean Cabot), accompagné de son fils Sébastien marquerait un tournant vers des relations beaucoup plus conflictuelles avec les Européens et le début de l'asservissement de ce peuple rapidement considéré comme indomptable ou arrogant. En 1497, John Cabot et son équipage auraient en effet fait trois prisonniers parmi les Béothuks pour les ramener au roi, leurs familles tentant sans succès de les reprendre à leurs ravisseurs. Trois ans après, en 1500, deux autres bateaux conduits par Gaspar Corte-Real attaquent, de nuit et par surprise, un groupe d'une soixantaine de Béothuks. Hommes, femmes et enfants sont embarqués de force ou abattus par les marins. L'hiver d'après, en représailles de ce carnage, Corte-Real est tué avec son équipage et ses deux bateaux sont brûlés. Les exactions et les enlèvements de personnes ramenées de force en Europe se poursuivront les années suivantes.
En 1534, prévenu de leur hostilité, Jacques Cartier séjourne dix jours à Terre-Neuve et fait la première description bien documentée des Béothuks sans pour autant les rencontrer. Jean Cabot, en 1497, et Gaspar Corte-Real, en 1501, font aussi mention des Amérindiens, mais ils confondent divers peuples et ne font pas allusion à la teinture d'ocre rouge.
En 1502, des pêcheurs anglais commencent à fréquenter les Grands Bancs de Terre-Neuve, suivis par les Normands en 1506, les Bretons en 1510 puis des vaisseaux de pays ayant une façade sur l’Atlantique. En 1610, un procureur de Saint-Malo se plaint au roi que "Les sauvages de Terre-Neuve harcèlent" ses bateaux de pêche et obtient la permission d'armer deux vaisseaux de guerre pour les anéantir. Ces années de guerre contre les Béothuks se poursuivront jusqu'en 1635.
À partir du traité de Ryswick en 1697, les Anglais prennent possession de Terre-Neuve. Au cours des XVIIe et XVIIIe siècles, les conflits avec les colons européens sont de plus en plus fréquents et les Béothuks sont repoussés vers l'intérieur des terres.
Les Béothuks attaquaient les Britanniques, en général pour se procurer des outils et autres provisions, tandis que les Européens, lors de leurs raids, pouvaient tuer des dizaines, voire des centaines de Béothuks. Un édit de 1769 défendant de "chasser les Béothuks sous peine de poursuite selon la loi anglaise", et d'autres édits royaux publiés en ce sens en 1775 et 1776 ne permettent pas de mettre fin à ces exactions. Le premier édit faisait suite au massacre, le 11 juillet 1768, d'une jeune femme Béothuk, décapitée devant son fils de cinq ans pour avoir refusé de se plier à l'esclavage sexuel auquel on voulait la soumettre.
En janvier 1786, le capitaine Cartwright et ses vingt compagnons mettent à sac un village d'une centaine d'habitants, tuant une trentaine de femmes, d'enfants et de vieillards incapables de se défendre. Les Béothuks qui en réchappent meurent gelés ou se suicident.
Les Britanniques capturaient aussi des Béothuks : en 1791, à Charles Brook, la petite Oubee est kidnappée par la famille Stone, pour être ramenée en Angleterre, où elle mourra peu après, loin de sa famille; puis Demasduit en 1819 et Shanawdithit en 1823. Les Béothuks ont aussi gardé des Européens en captivité.

### Extinction

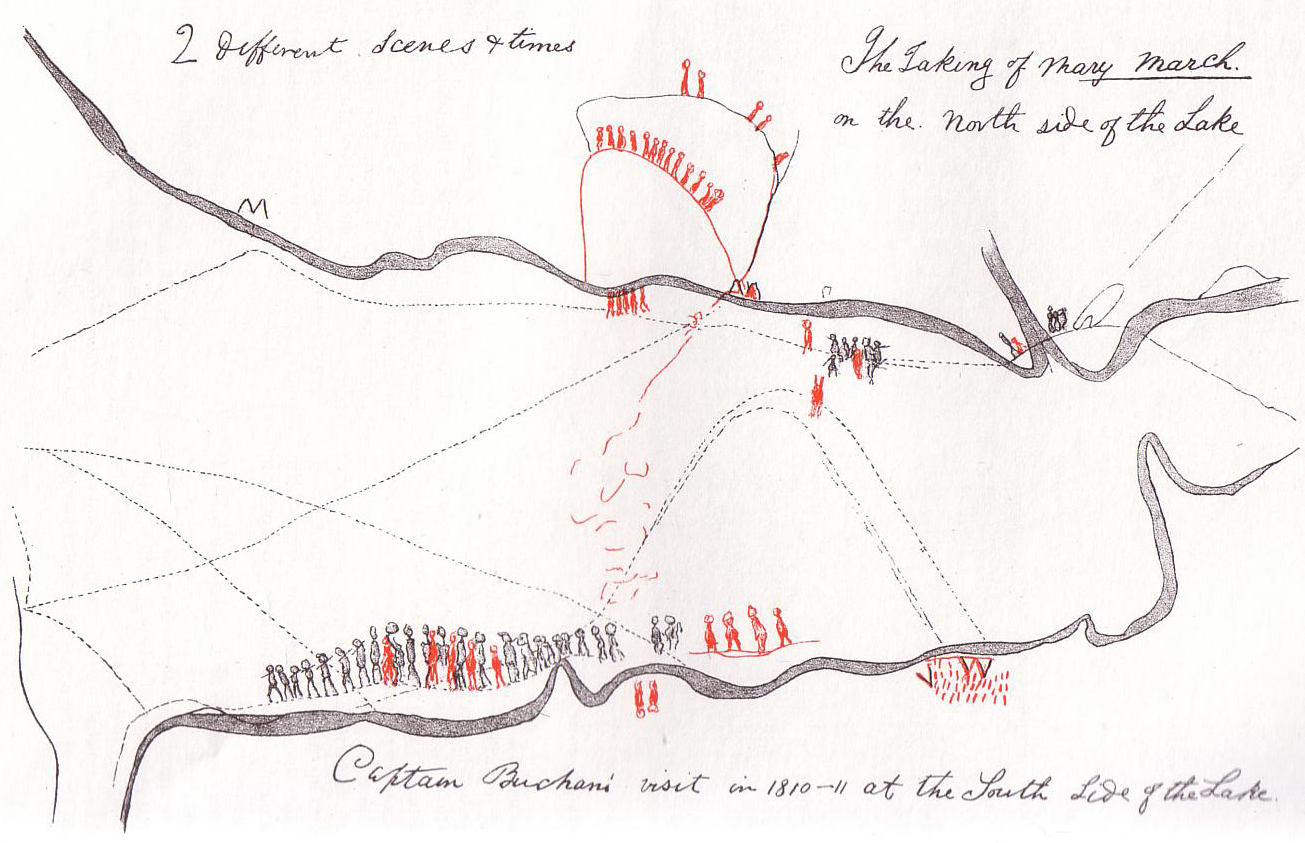
The taking of Mary March on the North side of the lake : illustration de l'enlèvement de Demasduit (Mary March) sur le lac Red Indian, par Shanawdithit, hiver de 1829.

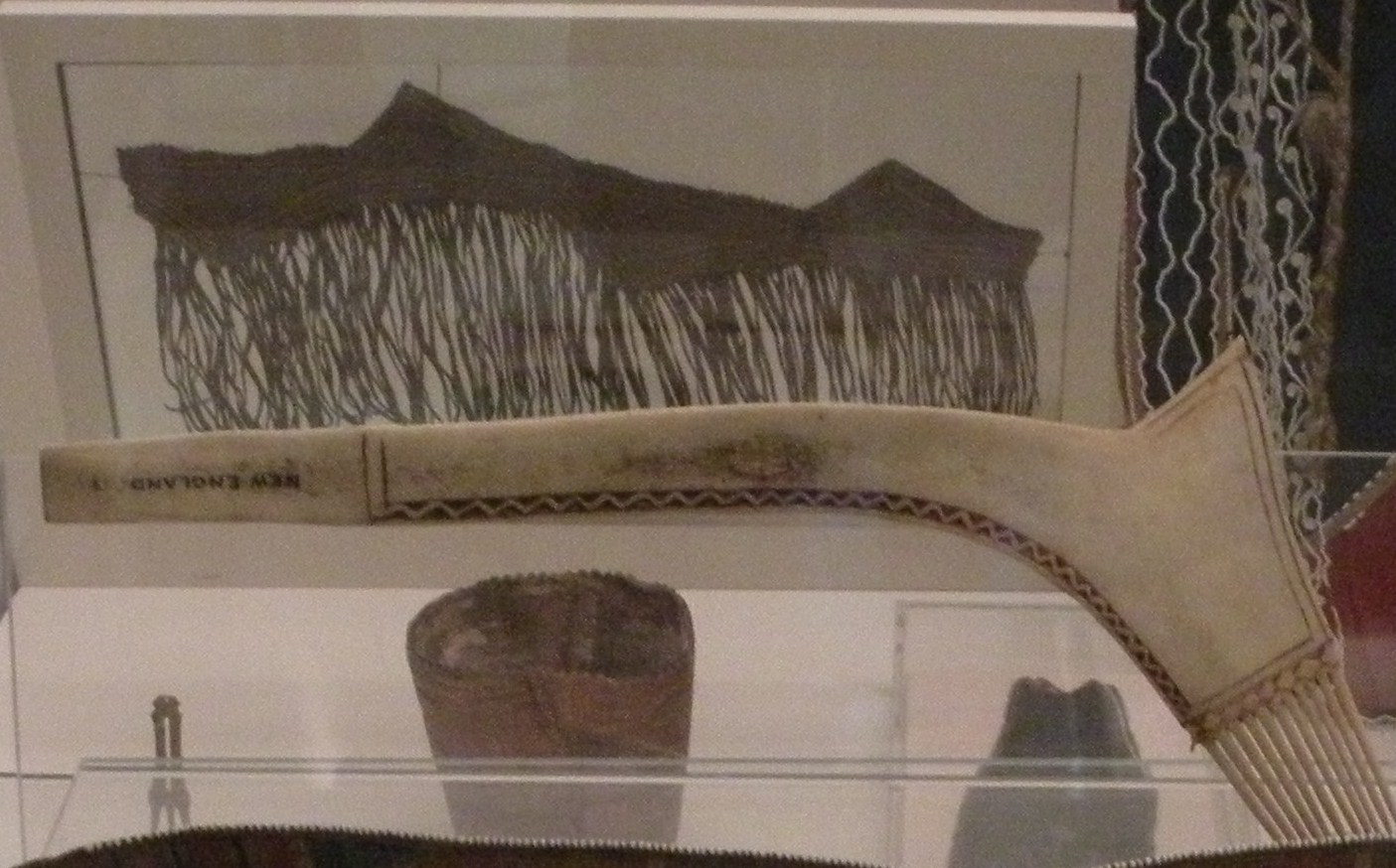
Objets béothuks, British Museum. Au fond, probablement un col de manteau, l'objet courbé est un peigne en os, peut-être utilisé en amulette.

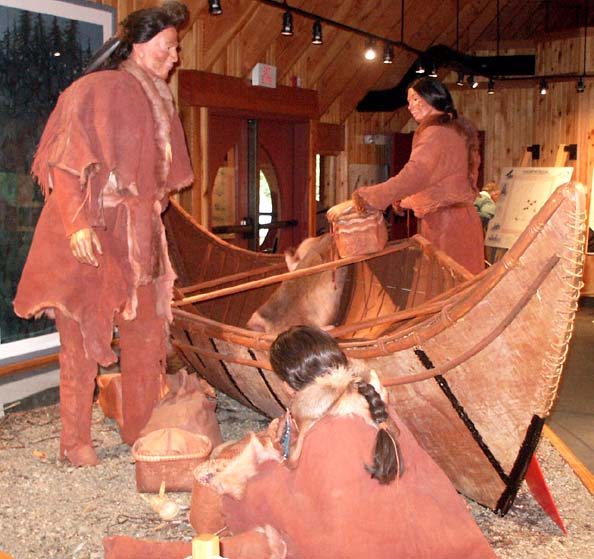
Reconstitution archéologique de Béothuks dans un musée terre-neuvien

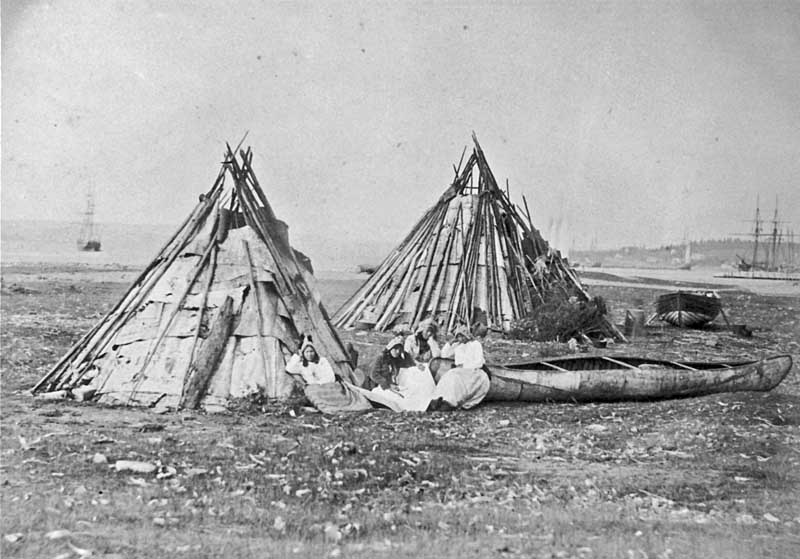
Camp Mi'kmaq : photographie de Paul-Émile Miot de 1857, qui fut le modèle pour une illustration de l'article Tribu des Mic-Macs de M. Vernoll dans Le Monde illustré 53 en 1858

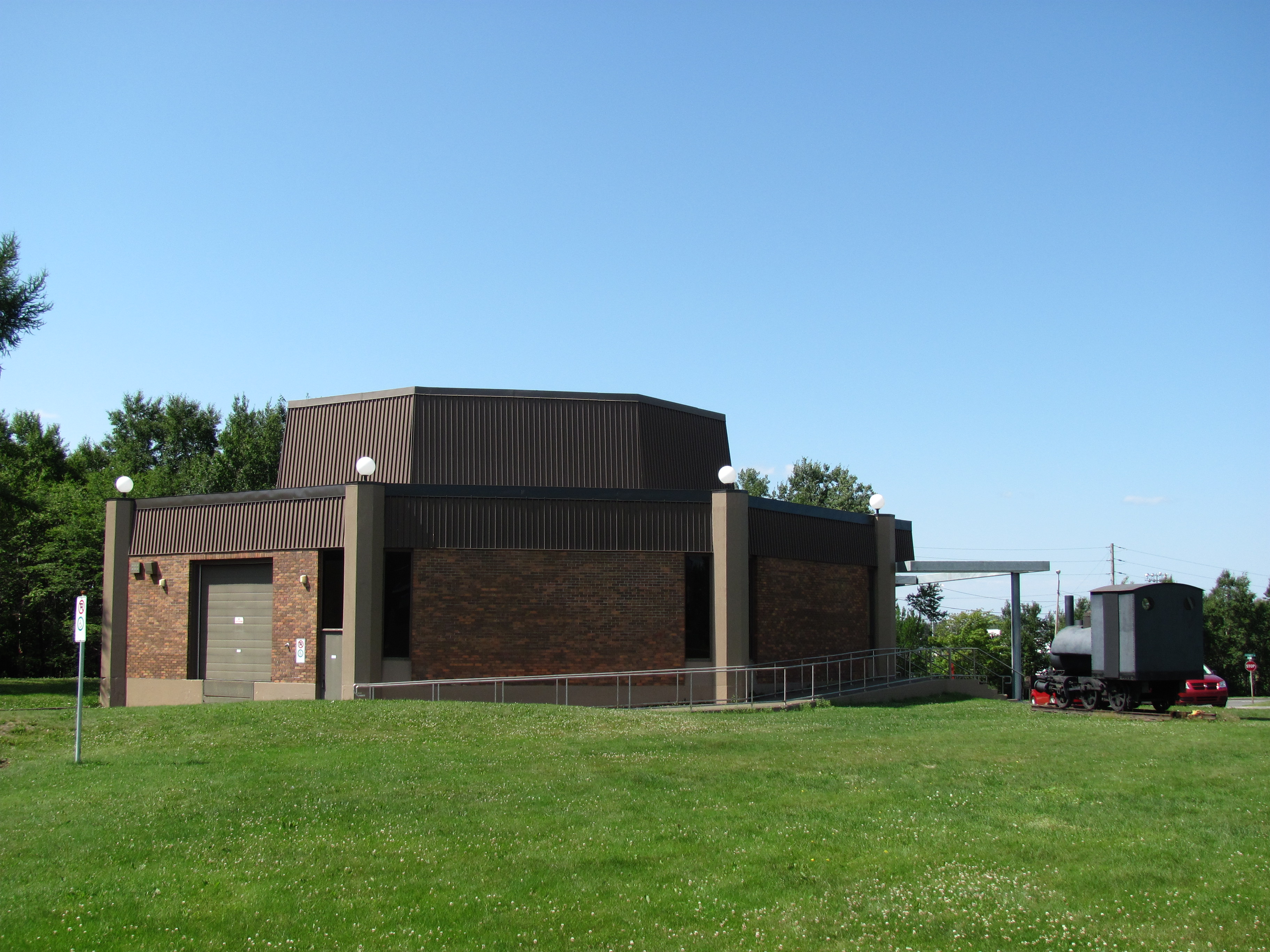
Mary March Provincial Museum

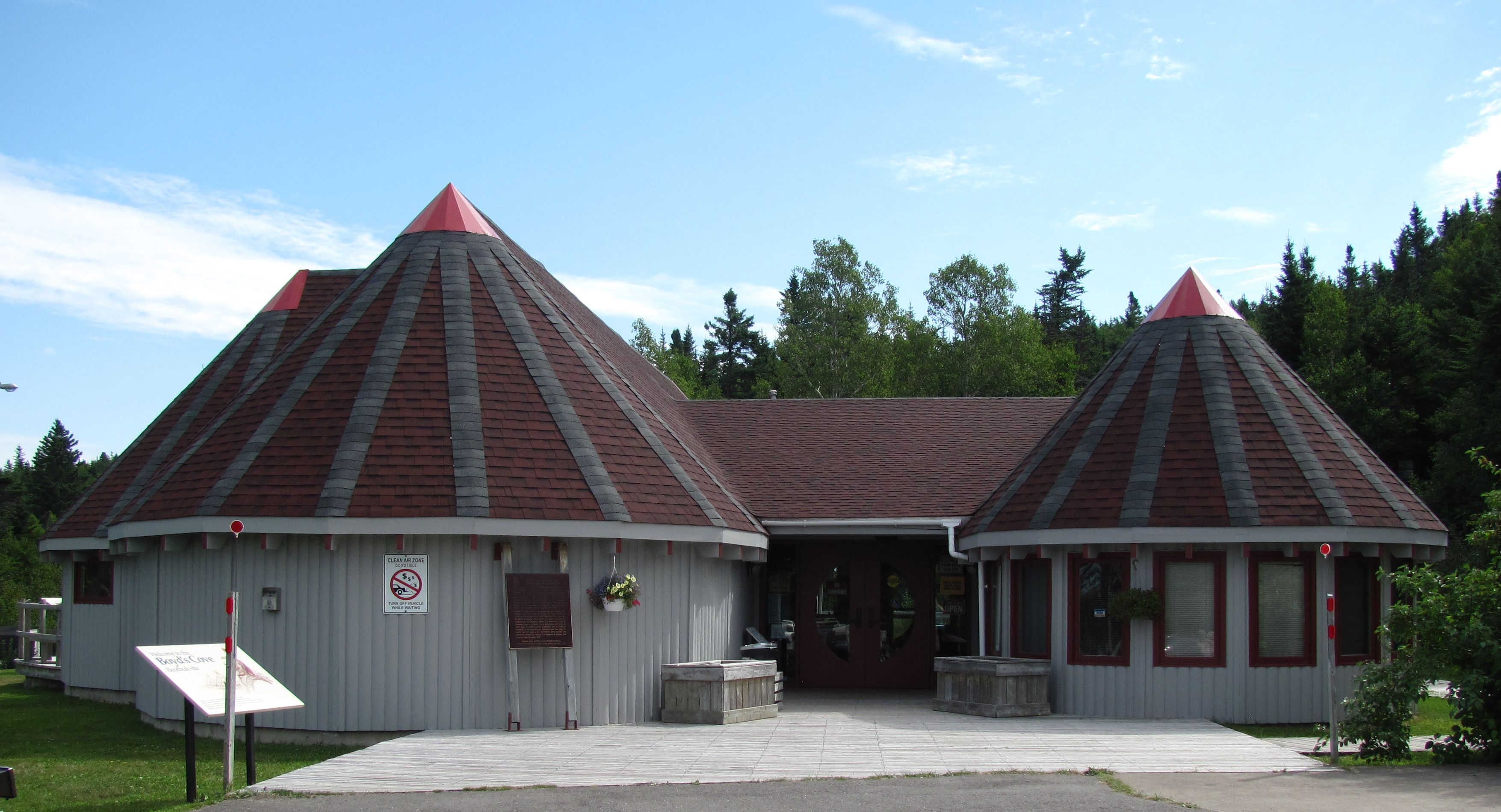
Boyd's Cove Beothuk Site Museum

B. Assiniwi indique que les Béothuks auraient été jadis plus de 10 000 et que cette population n'était plus que d'environ 500 personnes lors d'un recensement effectué en 1766. Après les exactions répétées des premières années de rencontre avec les Européens, les relations restent violentes lors de la colonisation britannique le long de la côte, de la baie de la Conception à la baie de la Trinité puis jusqu'à la baie de Bonavista. Il en va de même dans la zone de colonisation française à Plaisance : conflits pour la maîtrise de zones de chasse et de pêche, raids punitifs à la suite du vol d'objets européens tels que hameçons, haches ou couteaux...
Les maladies apportées par les Européens sont aussi responsables de la mort des autochtones. De manière générale, les maladies transmises aux populations amérindiennes entrées en contact avec les colons au début du XVIIe siècle étaient nombreuses et virulentes, en particulier la variole, les maladies vectorielles à tiques, la typhoïde et la rougeole.
En 1807, alors que leur peuple est déjà décimé, des groupes de pêcheurs s'amusent encore à tirer sur des Béothuks lorsqu'ils viennent ramasser des coquillages dans la baie des Exploits. En 1808, le gouverneur Halloway leur fait parvenir tissus et autres marchandises et en 1810, une expédition pacifique part à la recherche de Béothuks devenus de plus en plus rares. C'est la première expédition de cette nature. Malgré le changement rapide de mentalité et le courant de sympathie envers les Béothuks, notamment à travers l'œuvre de l'explorateur écossais William Cormack, ceux-ci sont réduits à une petite poignée en 1823, en raison des maladies venues d'Europe, des attaques répétées et de la perte de leurs terres.
Aucun contact n'est établi avec ces survivants qui abandonnent la rivière des Exploits peu après. Il semble qu'ils se sont déplacés au nord pour aller vivre avec leurs alliés amérindiens du Labrador. La Bœothick Institution, fondée en 1827, ne parvient pas à trouver de survivants. Shanawdithit raconta lors de sa capture en 1823, qu'il ne restait plus que treize Béothuks soit six hommes, trois femmes, deux très jeunes filles et deux jeunes garçons, tous malades et affamés. Shanawdithit meurt en 1829; il est peu probable qu'il restait d'autres Béothuks à Terre-Neuve à ce moment.
| Année                | Population          | Source                                 |
| -------------------- | ------------------- | -------------------------------------- |
| Avant 1497           | Entre 1000 et 10000 | Assiniwi B., 1973 ; Marschall I., 1996 |
| fin du XVIIe siècle  | plus de 500         | Estimation d'après les morts d'un raid |
| 1768                 | 400 à 500           | Estimation de Cartwright               |
| fin du XVIIIe siècle | plus de 500         | Estimation d'après les morts d'un raid |
| 1811                 | 72                  | Recensement de Shanawdithit            |
| 1823                 | 14                  | Recensement                            |
| 1829                 | 0                   | Estimation extinction                  |

#### Demasduit, Shanawdithit et Santu Toney
En 1819, les Britanniques dont John Peyton enlèvent Demasduit (par la suite Mary March, capturée en mars), son père et une bande de pêcheurs (en tuant son mari Nonosbawsut, chef des Béothuks tandis que leur bébé mourra de faim) et les conduisent à Saint-Jean de Terre-Neuve (Cf. le documentaire scientifique « L'enlèvement de Mary, la fin des Peaux-Rouges »). Le gouverneur de la colonie souhaitait en faire l'interprète et l'intermédiaire entre les colons britanniques et les Béothuks. Elle meurt de la tuberculose et est inhumée dans un cercueil près de son mari et de leur bébé au Lac Indien Rouge.
La nièce de Demasduit, une jeune femme appelée Shanawdithit, est la dernière Béothuk connue. Elle est capturée en 1823 ; appelée Nancy par les colons britanniques, elle passe les six dernières années de sa vie à décrire la culture et la langue béothuk à l'explorateur écossais William E. Cormack, lui révélant comment furent assassinés le chef et un chasseur de la tribu. Elle aimait beaucoup dessiner et ses dessins aidèrent à reconstituer des scènes de la vie quotidienne de son peuple. Après son décès, également attribuable à la tuberculose, l'examen de son corps révéla qu'elle avait été blessée à deux reprises par balles, l'une ayant traversé de part en part son mollet droit, et l'autre ayant mutilé gravement son épaule gauche.
Après l'étude du peuple Béothuk et de sa fin tragique, William E. Cormack rapporte le crâne du chef et celui de son épouse Demasduit en Écosse, où ils sont toujours exposés dans un musée. Une plaque de Shanawdithit, dernière béothuk, est d'ailleurs conservée au Musée Provincial Mary March de Grand Falls-Windsor à Terre-Neuve.
En 1910-11, Santu Toney, une femme de 75 ans, est présentée par l'anthropologue Frank Speck comme la dernière survivante des Béothuks (de mère mi'kmaq et de père béothuk) mais son origine a été sujette à controverse; il est cependant vraisemblable que depuis la mort de Shanawdithit en 1829, quelques Béothuks ou métis aient pu survivre.
La tradition orale affirme que quelques Béothuks ont survécu pendant quelques années dans la région de la rivière des Exploits, Twillingate et, que des unions eurent lieu avec les colons européens, les Inuits et les Mi'kmaqs. Les enfants portaient des gènes Béothuks et d'autres ancêtres. Certaines familles de Twillingate affirment descendre partiellement de Béothuks du début du XIXe siècle.

#### Analyses génétiques et ostéologiques
Récemment l'ADN mitochondrial des Béothuks a été analysé,. Les deux échantillons prélevés sur les crânes de Demasduit et Nonosabasut portaient des haplotypes d'ADNmt relevant des haplogroupes X et C et l'haplogroupe Y Q-M3, conformément aux populations autochtones actuelles du nord-est de l'Amérique. Les données des séquences de l'ADN mitochondrial permettent d'envisager une population ancestrale commune aux Béothuks et aux Mi'kmaqs ou des échanges entre les deux, ce qui paraît naturel puisqu'ils partageaient le même territoire.
Huit ans après la mort de Nonosabasut et de Demasduit, leurs crânes ont été retirés de leur tumulus funéraire et transférés à l'Université d'Édimbourg par l'explorateur écossais William E. Cormack (Cf. National Museums of Scotland). Le crâne du chef Nonosabasut porte des traces de traumatisme au menton mais bien guéri et des blessures de combat. Le crâne de Demasduit présente une fracture perimortem de l'os pariétal gauche s'étendant sur la base du crâne.

#### Controverses à propos d'un génocide
Au début du XIXe siècle, la population béothuk est réduite à quelques réfugiés dans le bassin de la rivière des Exploits, subsistant des maigres ressources de l'intérieur.
De nombreux Mi'kmaqs habitent également l'île dans la région de Plaisance où se développe la colonie française. Les Mi'kmaqs remplacent leurs arcs et leurs flèches par des mousquets fournis par les Français, ce qui leur donne un avantage sur les Béothuks qui refusent le contact et une alliance qui leur aurait assuré une protection légale, de par la politique paternaliste de l'Onontio. En 1681, Louis XIV - Onontio Goa - écrit à l'intendant Duchesneau qu'il ne soit fait "aucune violence à mes sujets naturels. Il est aussi important de traiter les Sauvages avec la même douceur (etc.)". Selon certains auteurs, les Français encouragèrent les Mi'kmaqs à tuer des Béothuks ; les pêcheurs, chasseurs et trappeurs considérant le meurtre de Béothuks comme un mal nécessaire pour protéger leurs propriétés.
Au milieu du XVIIIe siècle, les gouverneurs de Terre-Neuve ont tenté, semble-t-il, d'établir trop tardivement des contacts amicaux avec les Béothuks,. Les gouverneurs offrirent une récompense de 50 livres pour la capture d'un Béothuk vivant puis la récompense a été doublée sans que trappeurs et pêcheurs ne se soucient de combien de Béothuks ils auraient à tuer pour essayer d'en capturer un vivant. Lorsque Shanawdithit est âgée de 10 ans, il serait resté seulement quelque 75 Béothuks qui survivent tant mal que bien. Son oncle, le chef Nonosbawsut, et sa famille ont été assassinés par le juge John Peyton Jr. et son père alors qu'ils tentaient d'obtenir la récompense. Les versions de cet événement diffèrent très largement. Ainsi, si cette campagne de massacres, hautement douteuse pour certains auteurs, menée contre les Béothuks avait effectivement eu lieu, c'eût été en toute illégalité en raison de la Proclamation en 1759 par le capitaine John Bryon selon laquelle il est criminel de nuire aux Béothuks ("a serious crime to harm a Beothuk").
Que les Européens aient commis un génocide des autochtones reste un sujet de controverse,,. Selon les chercheurs, les Européens ont réalisé le génocide des populations indigènes tandis que d'autres affirment que les épidémies (dorigine' européenne) ont causé la mort de 90 à 95 % des populations autochtones.
Dans la question de la responsabilité des Européens à propos de la disparition des Béothuks, l'explication la plus répandue met en cause la brutalité des Anglais, qui sont les principaux visés par des accusations de génocide (comme c'est le cas au sujet de la disparition des Aborigènes de Tasmanie). S'il est peu vraisemblable qu'il y ait eu destruction systématique et intentionnelle de ce peuple, ce qui correspond à la définition usuelle d'un génocide, il n'en reste pas moins que la convoitise brutale de certains et la négligence à divers titres (maladies, exploitation du territoire) des Européens a conduit à l'extinction du peuple béothuk.
Le Britannique Barrie Reynolds, à partir d'une source peu fiable, accuse de son côté les Français d'avoir offert une récompense aux Mi'kmaqs pour chaque tête de Béothuk. Il est dommage, écrit Françoy Raynauld dans une note, que l'interprétation de l'extinction des Béothuks de Barrie Reynolds apparaisse dans le Handbook of North American Indians, car ce volume de référence (divisé en une vingtaine de parties de 600 pages chacune) fait autorité pendant un demi-siècle avant d'être révisé. Jared Diamond reprend cette thèse dans son livre Le Troisième chimpanzé, essai sur l'évolution et l'avenir de l'animal humain. Dans un tableau présentant quelques génocides depuis 1492, les Français sont présentés comme les auteurs des massacres avec les Mi'kmaqs. J. Diamond, sans citer ses sources, place le début de ces événements en 1497, un siècle avant que les Français ne s'installent en permanence dans la région et les termine en 1829, soit environ 75 ans après le départ définitif des Français.

#### Sources et artéfacts
Des captifs, en particulier Shanawdithit, ont enseigné du vocabulaire et quelques aspects culturels. Les témoignages micmacs sont également importants.
Outre le vocabulaire de Shanawdithit, peu d'artéfacts ont survécu. W.E. Cormack a légué des canots, des paniers et des figurines au British Museum de Londres et au Musée royal d'Écosse à Édimbourg.
Le Musée de Terre-Neuve possède également quelques pièces, notamment quelques dessins de Shanawdithit (mais la plupart des documents qu'elle a réalisés ont disparu) ; le manteau attribué à Shanawdithit, conservé à Terre-Neuve, n'est probablement pas d'origine béothuk. La majorité des artéfacts envoyés en Écosse ont également été perdus. Certaines pièces n'ont été étudiées que très récemment.

## Culture

### Langue
La langue des Béothuks ou encore béothukan, était parlée par les amérindiens Béothuks de Terre-Neuve dont la dernière s'est éteinte en 1829. Il existe peu de témoignages écrits et les liens linguistiques avec les langues algonquiennes voisines ne sont pas solidement fondés,. Le béothuk n'est connu que par trois listes de mots écrits aux XVIIIe et XIXe siècles (collectés entre 1791 et 1828) soit quelque 325 mots mais sans syntaxe. Le peu de sources ne permet pas d'établir un corpus sûr et la présence européenne française (basque et breton) et anglaise a pu jouer un rôle.
Santu Toney a chanté une chanson apprise de son père en langue béothuque en 1929, rediffusée par la radio canadienne CBC le 13 septembre 2000 et apprise par les groupes Autochtones contemporains.

### Religion et mythologie
Les Béothuks croyaient en l'existence d'un « Grand esprit », au supernaturel et en la vie après la mort. Des figurines et des bâtons sculptés en bois sont considérés comme des représentations d'esprits et de concepts mythologiques. Selon la légende, les Béothuks seraient apparus lorsqu'ils auraient bondi d'une ou de plusieurs flèches plantées dans le sol.
Les morts étaient respectés. Ils étaient enroulés dans du mâchecoui (écorce de bouleau) et enterrés, souvent dans un endroit particulier sur la côte. Les hommes étaient enterrés avec leurs armes et d'autres objets personnels, les femmes portant simplement leurs vêtements. Des figurines, représentant probablement le défunt, étaient aussi enterrées. Les Béothuks croyaient pouvoir communiquer avec les morts. À la mort de son épouse, le survivant se lavait rituellement.

### Organisation sociale
La société béothuk était vraisemblablement patriarcale mais beaucoup de respect était accordé aux femmes, tandis qu'il n'y avait pas de division des tâches, excepté pour la chasse, considérée comme une activité masculine. Un comportement sain et une maison bien rangée étaient la norme chez les Béothuks ; les femmes étaient connues pour leur modestie et leur courtoisie. Les mariages, monogames, étaient célébrés durant plus de 24 heures.
Les Béothucks reconnaissaient un chef. La propriété privée, notamment des armes et de certains aliments, était reconnue. Bien qu'ils volassent souvent les Européens, ils étaient conscients que c'était un crime. Plusieurs crimes étaient en fait sévèrement punis ; les individus reconnus coupables d'adultère étaient brûlés vifs et les fugitifs risquaient la mort.

## Mode de vie

### Alimentation
Selon les observations contemporaines, les Béothuks chassaient, cueillaient et pêchaient à partir de leurs établissements côtiers durant la majeure partie de l'année. Ils passaient leurs étés à la pêche le long de la côte et leurs hivers à la chasse à l'intérieur des terres. En automne, ils installaient des barrières pour diriger les caribous en migration vers les chasseurs qui les attendaient. Ils conservaient toute la nourriture en surplus pour l'hiver. Les oiseaux et petits animaux étaient piégés ou chassés au moyen d'arcs ; les plus grands animaux chassés à la lance tandis que les phoques et parfois les baleines étaient chassées au harpon. Des mollusques, des racines, la partie intérieure de certaines écorces et les œufs complétaient le régime alimentaire ; des provisions de ces aliments étaient faites pour l'hiver. La viande était mangée bouillie ou rôtie.
L'analyse des dents (isotopes stables du collagène et de la dentine) de Nonosabasut et de Demasduit a montré que les deux individus avaient durant leur vie consommé pour une grande part des poissons d'eau douce et salée et d'autres aliments d'origine marine, qu'ils buvaient principalement l'eau du lac plutôt que l'eau du fleuve et que Demasduit et Nonosabasut eurent un accès égal à tous les types d'aliments et d'eau.
Les Béothuks faisaient du feu en frappant des morceaux de pyrite ensemble. Le mâchecoui servait à fabriquer des plats, des casseroles, des paniers et des sceaux. Des tendons d'animaux et des racines souples servaient alors de ficelles ou de lacets.
Les Béothuks partaient en expédition jusqu'à l'île Funk en raison des importantes colonies d'oiseaux marins, rapportant des œufs bouillis pour assurer leur conservation. Durant l'hiver, les caribous étaient piégés dans des clôtures à caribous le long de la rivière Exploits. La transformation nécessitait une importante main-d’œuvre. La viande était fumée ou surgelée puis entreposée dans des contenants de mâchecoui déposés dans des bancs de neige ou dans des puits, ou encore elle était conservée dans des entrepôts.
Les Béothuks ne pratiquaient vraisemblablement pas la domestication, bien qu'un observateur nota, en 1819, la présence d'une chienne et de chiots.

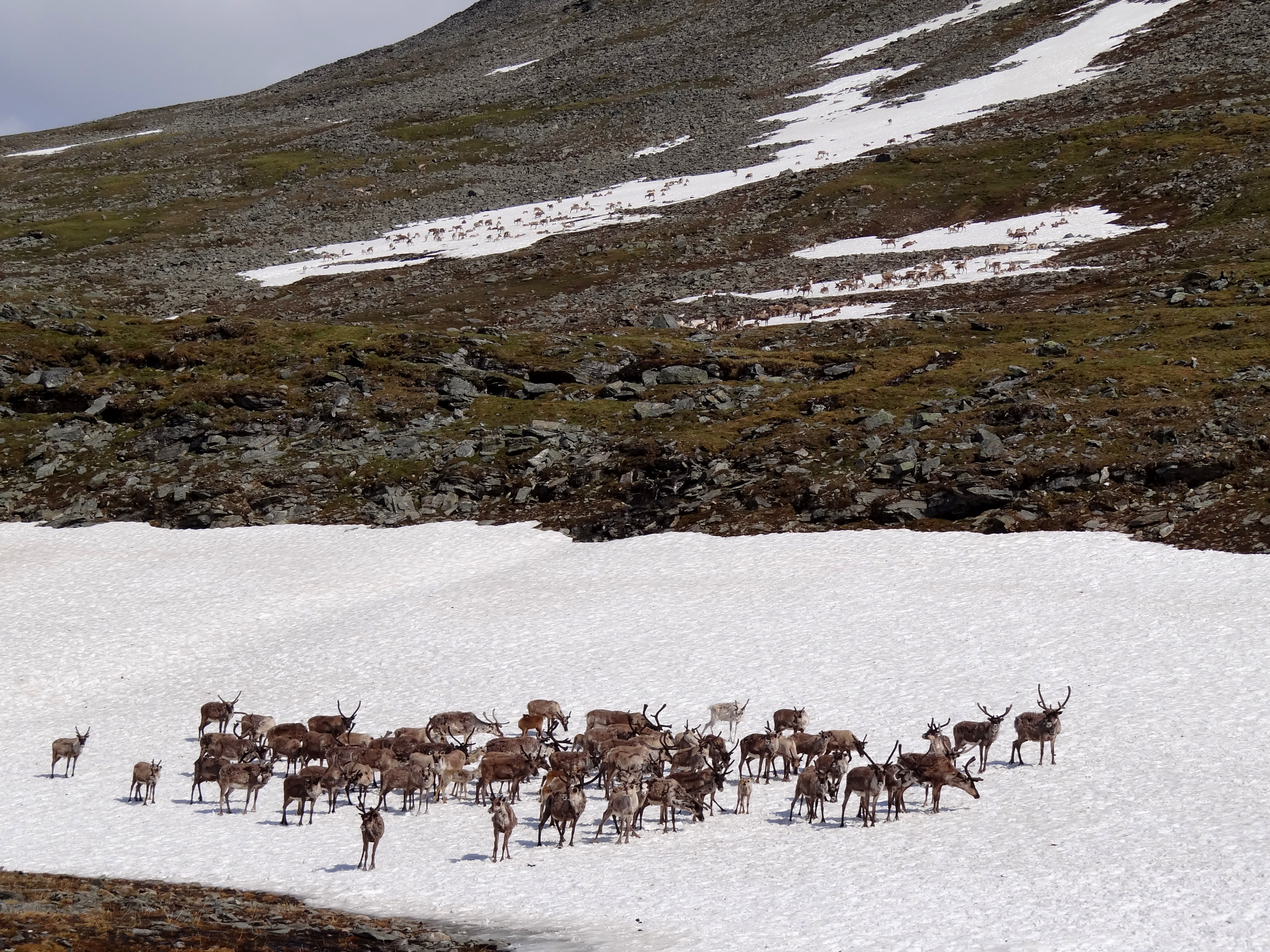
Caribou, gibier terrestre important pour les Béothuks et les Mi'kmaqs. Paysage tel qu'il a pu être au début de la déglaciation
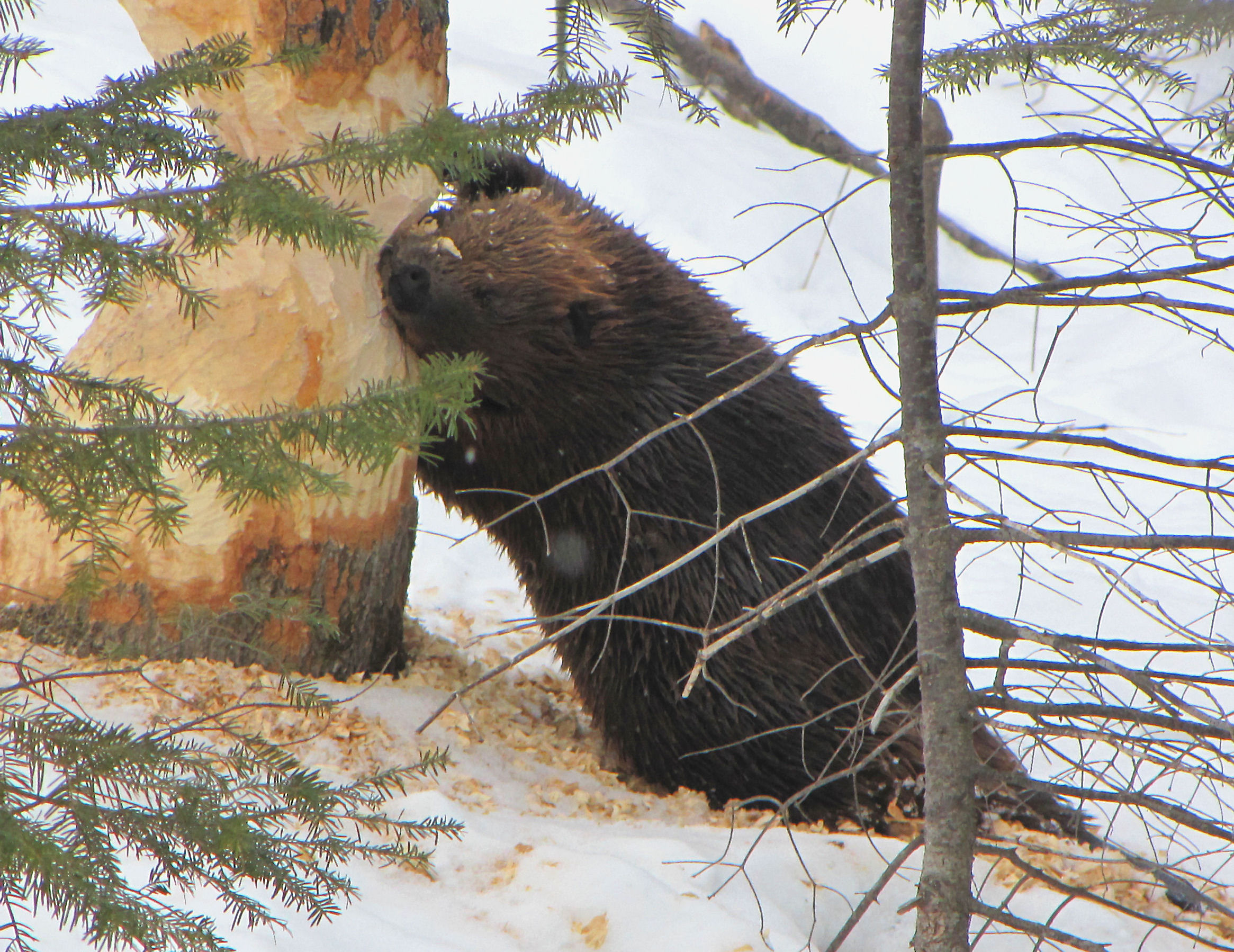
Castor américain
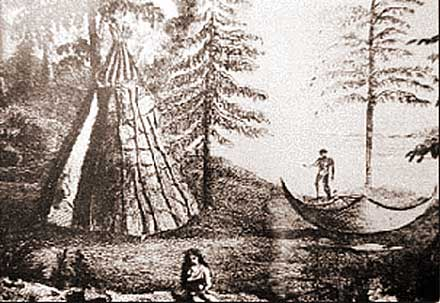
Représentation d'un camp Béothuk, dessin du major John Cartwright (1740-1824)
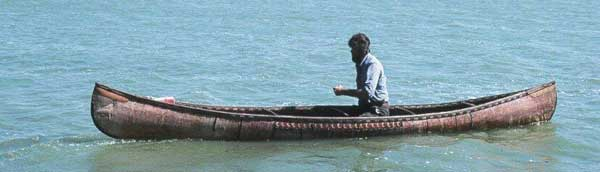
Canoë en mâchecoui
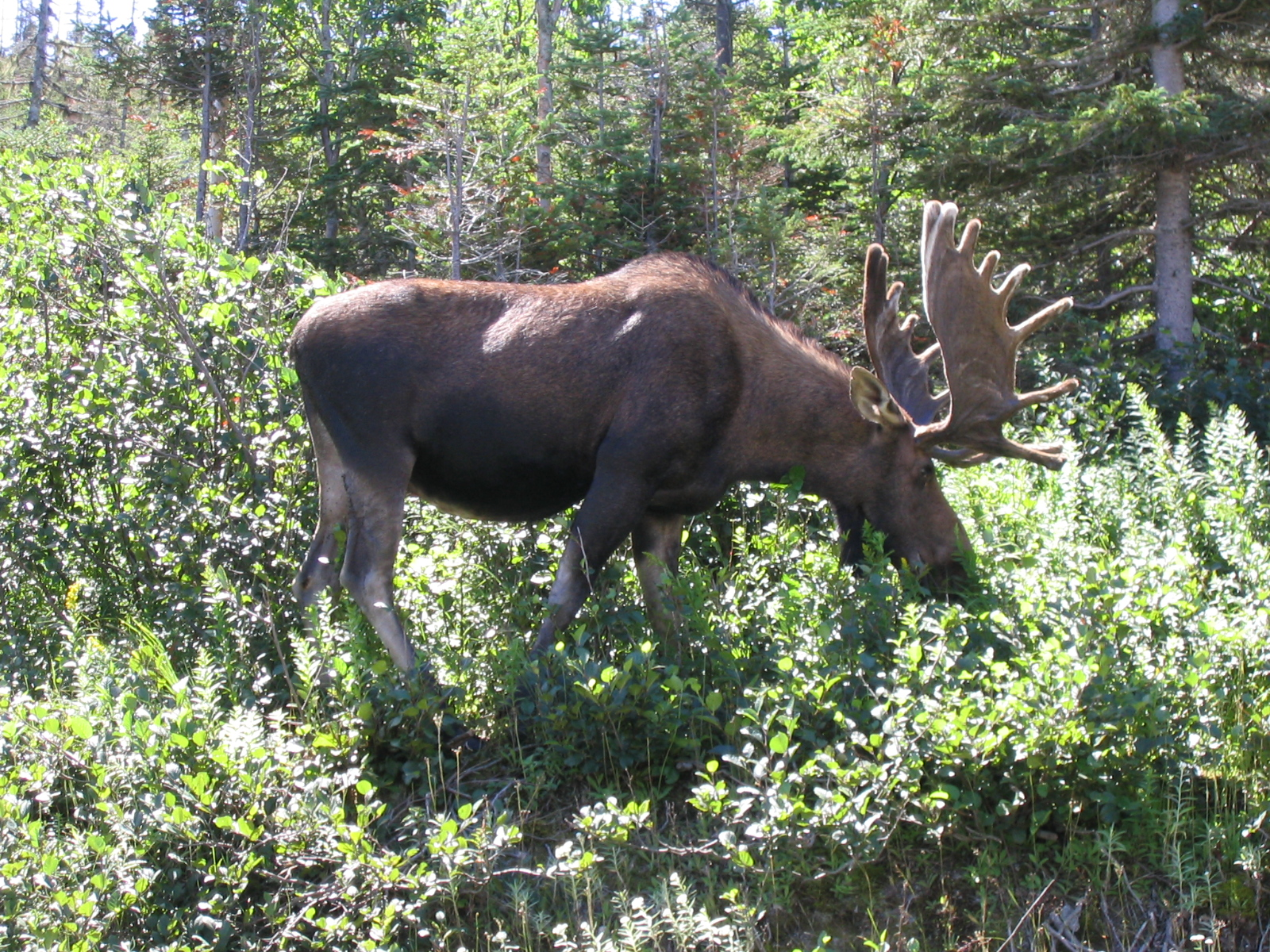
Orignal (élan) introduit à Terre-Neuve au XXe siècle, parc national Gros-Morne

### Habitat
Durant l'été, les Béothuks résidaient dans des wigwams coniques, souvent groupés par deux ou trois. Les parois étaient faites de plusieurs couches de mâchecoui soutenus par des poteaux à l'intérieur et à l'extérieur. Un trou au sommet permettait à la fumée du foyer de s'échapper. La nourriture séchée était probablement entreposée sur de hautes plates-formes. L'entrée était fermée par une peau de caribou. Les lits étaient placés dans des fosses creusées dans le sol, une pratique propre aux Béothuks. Les wigwams d'hiver ou mamateek étaient de forme octogonale et couverts de terre pour en améliorer l'isolation. Ces wigwams étaient plus grands et pouvaient abriter de douze à quinze personnes.
Les entrepôts avaient soit des toits coniques comme les wigwams soit des toits rigides, et leurs parois étaient isolées avec des peaux de caribou. Un foyer était aménagé au centre de l'édifice et un trou percé dans le toit permettait l'évacuation de la fumée. Des puits d'entreposage étaient creusés dans le sol et revêtus de mâchecoui. Des échafauds pour sécher le saumon et entreposer les os de caribous conservés pour leur moelle et des supports pour canots complétaient les installations.
Les huttes à sudation étaient aménagées dans des constructions hémisphériques couvertes de peaux, où de l'eau versée sur des pierres chaudes fournissait la vapeur. Les maladies étaient traitées dans une hutte à sudation, accompagné d'incantations.

### Habillement et parure
Pour se protéger des moustiques, les béothuks enduisaient leur corps et leur chevelure d'ocre rouge pilé mélangé avec de l'huile ou de la graisse ; C'est en raison de l'usage intensif de cet ocre rouge qui finissait par teinter jusqu'à leurs vêtements et leurs armes que les Européens nommèrent les Béothuks, "Peaux-Rouges". Le principal vêtement utilisé, autant par les hommes et les femmes, consistait en un manteau sans manches de forme carrée, fait de deux peaux de caribou cousues et parfois avec des franges, auquel on pouvait ajouter un grand col. Ce vêtement permettait aux femmes d'emporter facilement un bébé attaché dans le dos ou aux hommes de libérer un bras pour tirer à l'arc. Les Béothuks portaient aussi des mocassins, des manches, des pantalons, des chapeaux, des mitaines et parfois des ceintures ; ces accessoires en cuir étaient portés avec la fourrure à l'intérieur et huilés à l'extérieur afin d'assurer une plus grande isolation. Des plumes étaient parfois placées dans les cheveux. De nombreux ornements sculptés en os étaient portés. Les femmes Béohtuks vivant captives aimaient les couleurs vives et les étoffes fines mais portaient leurs manteaux par-dessus des vêtements occidentaux.

### Technologie
Les Béothuks aimaient utiliser les technologies apportées par les Européens mais n'ont jamais utilisé d'armes à feu. Les javelots, les haches, les couteaux, les arcs et les gourdins étaient utilisés à la fois pour la chasse et comme armes. Les lames et pointes étaient généralement faites en pierre, principalement du silex ou en os mais les pointes de certaines flèches étaient en bois. Les arcs étaient faits en frêne ou en sapin et mesuraient 1,5 mètre ou plus de long. Les flèches étaient fabriquées en pin, avaient des empennages et étaient transportées dans un carquois. Des alênes de bois pouvaient aussi remplacer les flèches. Des harpons de 3,7 mètres de long avec des pointes en os, puis en fer, étaient utilisées pour la chasse aux phoques.
Les couvertures étaient fabriquées en peaux animales. Les bois d'orignaux servaient à fabriquer les peignes tandis que les boucles d'oreilles étaient fabriquées en os.

#### Transports
Les Béothuks se déplaçaient généralement à pied et utilisaient des raquettes et des traîneaux durant l'hiver. Les carcasses d'animaux étaient conservées dans de grands emballages de mâchecoui et des radeaux étaient conservés à la rivière. La plupart des voyages sur l'eau nécessitaient l'usage de canots en mâchecoui ; le portage permettait de relier les différents cours d'eau mais des canots étaient entreposés sur les trajets les plus fréquentés ; les peaux de caribous devaient remplacer le mâchecoui.
Les canots, fabriqués d'écorce de bouleau, faisaient au moins six mètres de long. La proue et la poupe sont relevées et arrondis pour mieux résister aux vagues, alors que le bordé s'élève au milieu du bateau pour former une pointe. Muni d'une quille et d'un ballast, il pouvait être utilisé pour se déplacer en haute mer. Les Béothuks n'hésitaient pas en fait à se rendre aussi loin que l'île Funk ou à traverser le détroit de Belle Isle. Certains auteurs rapportent que des voiles étaient parfois installées mais il se peut que cet usage ait été adopté des Européens.